# Kardinál úzkozobý
Kardinál ohnivý (Cardinalis sinuatus) je druh rodu kardinál (Cardinalis) žijící v nejjižnější části USA a Mexiku.

## Jiná jména
- kardinál pouštní

- Pyrrhuloxia sinuatus